# City of Dreams (casino)

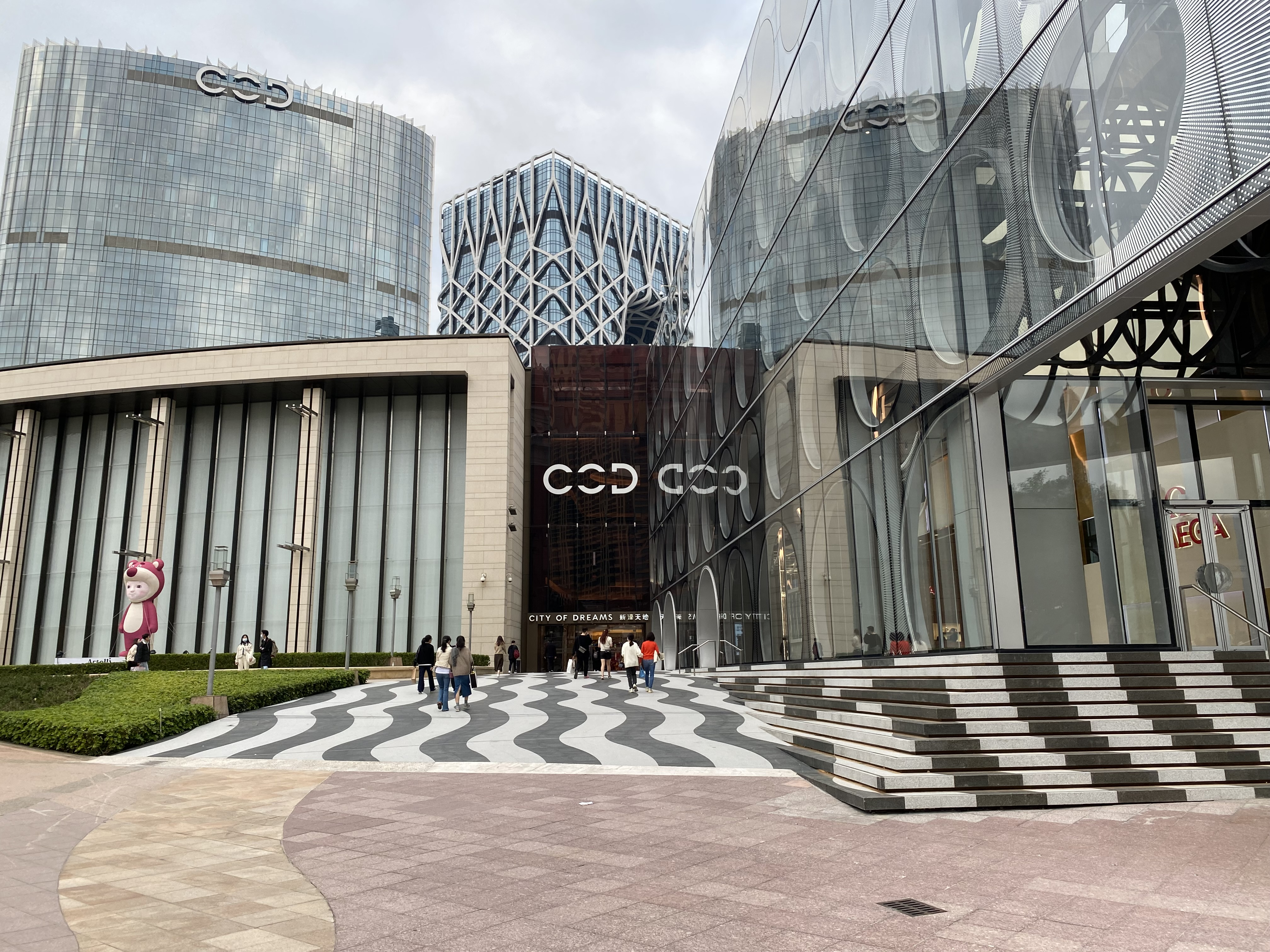
Entrée de City of Dreams en 2023.

Le City of Dreams (en chinois : 新濠天地, en portugais: Cidade dos Sonhos, litt. « la ville des rêves ») est un vaste complexe hôtelier et de divertissement situé dans la zone du Cotai Strip à Macao, en Chine. Inauguré en 2009, il est détenu et exploité par Melco Resorts & Entertainment (en) et s'étend sur plusieurs hectares. Conçu comme une destination de luxe, il combine casinos, hôtels cinq étoiles, restaurants gastronomiques, centres commerciaux et espaces de divertissement, attirant des millions de visiteurs chaque année. Son architecture futuriste et ses attractions uniques, comme le célèbre spectacle aquatique The House of Dancing Water (en), en ont fait l'un des complexes les plus emblématiques de Macao.
Le lieu abrite plusieurs hôtels prestigieux, dont le Morpheus (en), conçu par l'architecte de renom Zaha Hadid (en), et d'autres établissements tels que le Nüwa, le Grand Hyatt Macau et le Countdown Hotel. Avec ses 450 tables de jeu et ses milliers de machines à sous, le casino du City of Dreams est l'un des plus importants de Macao, reflétant l'importance de l'industrie du jeu dans l'économie locale. En plus des jeux d'argent, le complexe se distingue par son offre culturelle et artistique, contribuant à diversifier l'attrait touristique de la région.
En compétition directe avec d'autres méga-complexes du Cotai Strip, comme le Venetian Macao ou le Galaxy Macao, le City of Dreams se positionne comme une destination avant-gardiste, mettant l'accent sur une expérience intégrée mêlant luxe, spectacle et loisirs. Il illustre l'évolution de Macao, qui cherche à élargir son image au-delà des casinos pour devenir un hub de divertissement et de tourisme haut de gamme.

## Historique

### 2003-2009: Construction et ouverture
Le complexe est commandé et développé à Macao par Melco Crown Entertainment (en), une coentreprise de Melco Resorts & Entertainment (en) et Crown Entertainment (en),. Après six ans de travaux, City of Dreams est l'un des rares projets de casino à Macao à continuer sa construction pendant la crise financière mondiale de 2008. Les coûts totaux s'élèvent à 2,4 milliards de dollars US. Peu avant la grande ouverture de 2009, City of Dreams est le sponsor titre pour Matthew Marsh lors de la course Macau Guia de 2008. La première phase de City of Dreams, incluant le Hard Rock Hotel et les Crown Towers, ouvre le 1er juin 2009,. Lors de l'inauguration, le complexe comprend un casino de 39 000 m², 500 tables de jeu, un centre commercial et des restaurants. C'est le premier casino à ouvrir à Macao en presque deux ans après le Venetian Macao, et c'est le deuxième plus grand complexe de casino de Macao,. Les attractions d'ouverture incluent une fontaine à bulles de 8 mètres et un théâtre en dôme présentant des productions multimédias basées sur la mythologie chinoise. À l'entrée du complexe, quatre murs vidéo de 19 mètres de large et 6,7 mètres de haut affichent un aquarium virtuel aux visiteurs. La grande ouverture est suivie par l'ouverture des deux tours de l'hôtel Grand Hyatt en octobre 2009, avec 424 chambres dans la Grand Tower et 367 dans la « premium » Grand Club Tower. La salle de bal de l'hôtel peut accueillir jusqu'à 2 500 invités, tandis que les restaurants principaux incluent mezza9 Macau et Beijing Kitchen.

### 2010-2018: Changements de caractéristiques et expansion
Créé par Franco Dragone, le spectacle The House of Dancing Water (en) incorpore divers éléments de design tels que du feu, des effets d'eau et des effets atmosphériques, et ouvre dans le Dancing Water Theatre du complexe le 17 septembre 2010. Deux ans plus tard, « le spectacle reçoit un Thea Award pour une réalisation exceptionnelle pour un spectacle en direct spectaculaire ». La plus grande salle de poker à Macao, hébergée par PokerStars, ouvre à City of Dreams en février 2013. Un spectacle de cabaret résident créé par Dragone, Taboo, fait également ses débuts au complexe dans le lieu Club Cubic en 2013, avant de fermer en 2016. Selon Barron's, en 2015, City of Dreams contribue à 80 % des revenus de Melco Resorts.
Après deux ans de travaux, The Boulevard, qui comprend 16 300 m² d'espace de vente au détail entourant le complexe sur deux niveaux, est agrandi en 2016. Le projet, développé avec DFS (en), s'étend sur les 70 magasins d'origine et ajoute des points de vente le long de l'Estrada do Istmo, la rue principale de Cotai. En 2017, le Hard Rock Hotel est renommé Countdown Hotel, bien que le Hard Rock Café Macau conserve son nom d'origine. En mai 2018, Crown Resorts cesse d'être copropriétaire de City of Dreams, et les Crown Towers sont renommées en Nüwa. La cinquième tour du complexe, Morpheus (en), est inauguré en 2018 avec un design créé par Zaha Hadid Architects (en),, et une cuisine d'Alain Ducasse,.

### 2019-2022: Rénovation et renommage des hôtels
Melco Resorts & Entertainment Limited annonce en 2019 que les hôtels de City of Dreams vont subir une remise à neuf. Le projet comprend une rénovation du Nüwa, trois nouvelles suites de luxe au Morpheus, et un renommage du Countdown Hotel. En avril 2019, The House of Dancing Water est le spectacle le plus ancien du Cotai Strip et a été vu par environ 5 millions de spectateurs. En 2019, le show est entièrement acheté par Melco Resorts à Dragone Macau Limitada, tout en conservant Dragone comme directeur artistique. Après une fermeture d'un an pour rénovations, l'hôtel Nüwa rouvre le 31 mars 2021 avec 300 unités hôtelières, dont 33 sont des suites de luxe. En août 2021, Inside Asian Gaming rapporte que le complexe a vu son revenu d'exploitation trimestriel augmenter de 120,8 millions de dollars US en 2020 à 363,8 millions de dollars US en 2021. Cela comprend plus de la moitié des 530,8 millions de dollars US de revenu pour le trimestre global de Melco Resort. Au début du mois d'octobre 2021, un mandat gouvernemental ferme temporairement tous les lieux de divertissement de Macao, y compris le lieu Club Cubic de City of Dreams. Melco Resorts annonce le 8 octobre 2021 que Club Cubic sera renommé et que l'entreprise prendra en charge les opérations et la gestion des opérateurs actuels. Le nouveau nom du club est ensuite annoncé comme étant Para Club.

## Conception et caractéristiques
Décrit comme un « méga-casino » par The Guardian, en mars 2020, City of Dreams est le troisième plus grand casino du monde. Aussi connu sous le nom de CoD ou CoD Macau, le complexe intégré possède au total trois casinos distincts, quatre hôtels, cinq tours d'hôtel, environ 2 270 chambres au total, plus de 30 restaurants et bars, 16 300 m² d'espace de vente au détail, 39 000 m² d'espace de jeu, 496 tables de jeu, et 487 machines de jeu.

### Hôtels
| Hôtels            | Année d'ouverture | Nombre de chambres |
| ----------------- | ----------------- | ------------------ |
| Nüwa              | 2009              | 300+               |
| Grand Hyatt Macau | 2009              | 791                |
| The Countdown     | 2009              | 326                |
| Morpheus (en)     | 2018              | 780                |

### Spectacles

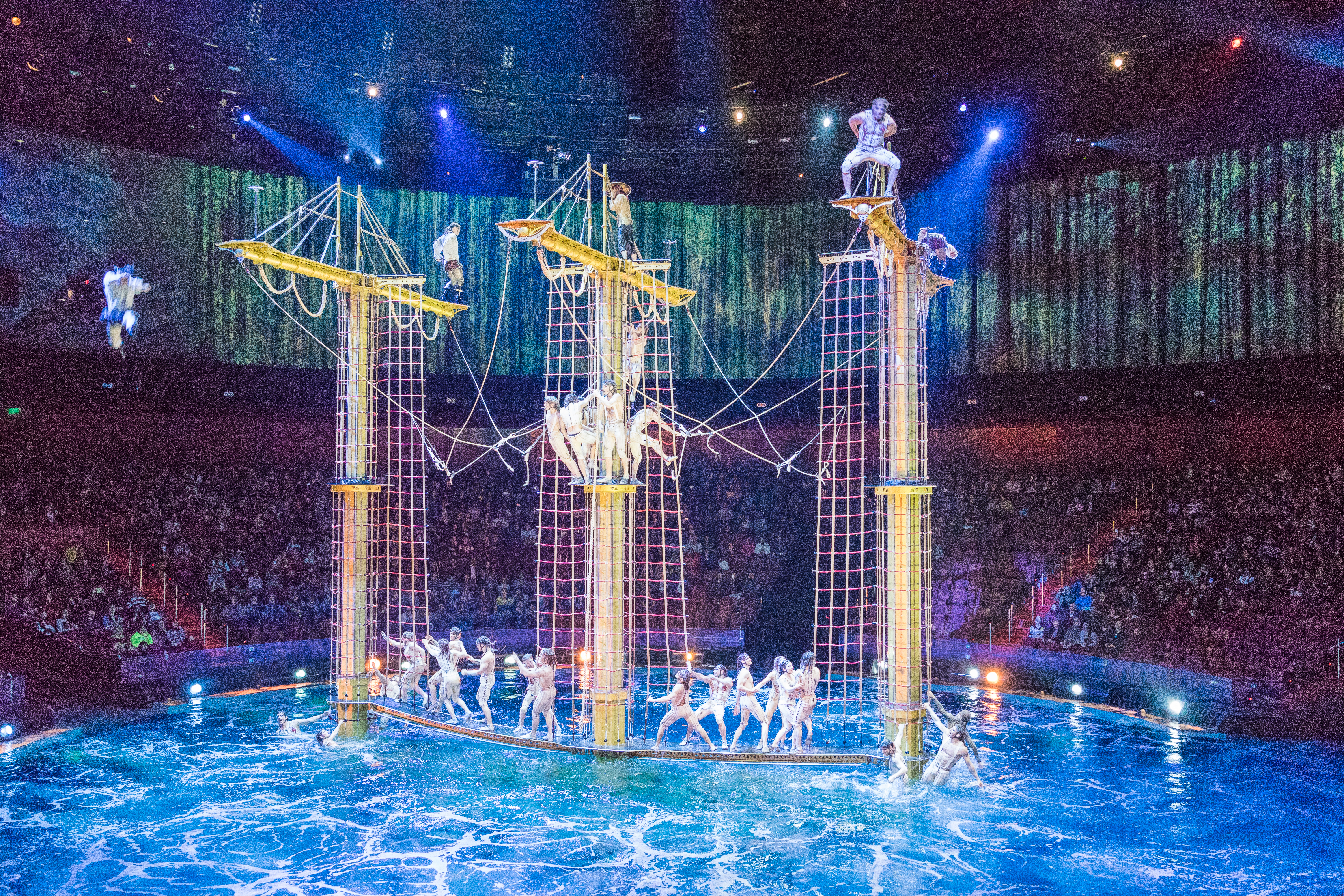
Spectacle aquatique '.

- Dancing Water Theatre - Situé à l'hôtel Grand Hyatt Macau du complexe[36], le théâtre contient l'une des plus grandes piscines commerciales au monde avec environ 14 000 m3. Il y a des sièges inclinés pour jusqu'à 2 000 spectateurs pour voir des acrobaties et des spectacles d'eau. Avec un design créé par Pei Partnership Architects et Thinkwell Group (en)[37], son spectacle de longue date est The House of Dancing Water (en) de Franco Dragone Entertainment. En novembre 2020, Melco confirme que le spectacle est fermé en raison de la pandémie de coronavirus[38]. Le spectacle reste en pause en 2022, avec un nouveau spectacle en développement[39].
- Kids' City - Plus grande attraction pour enfants de Macao lors de son ouverture en 2010. L'attraction propose une supervision des enfants, des organisateurs de fêtes, ainsi que des événements musicaux et des spectacles[40]. Fermée au début de 2020 pendant la pandémie de coronavirus[41], l'attraction rouvre en 2022 pour les enfants de 2 à 12 ans[42].
- Para Club - Grande boîte de nuit avec une scène, une dance pool (piscine peu profonde pour que les gens puissent danser tout en étant dans l'eau), des salons VIP et des bars[32]. Il s'appelait auparavant Club Cubic[43].

## Galerie

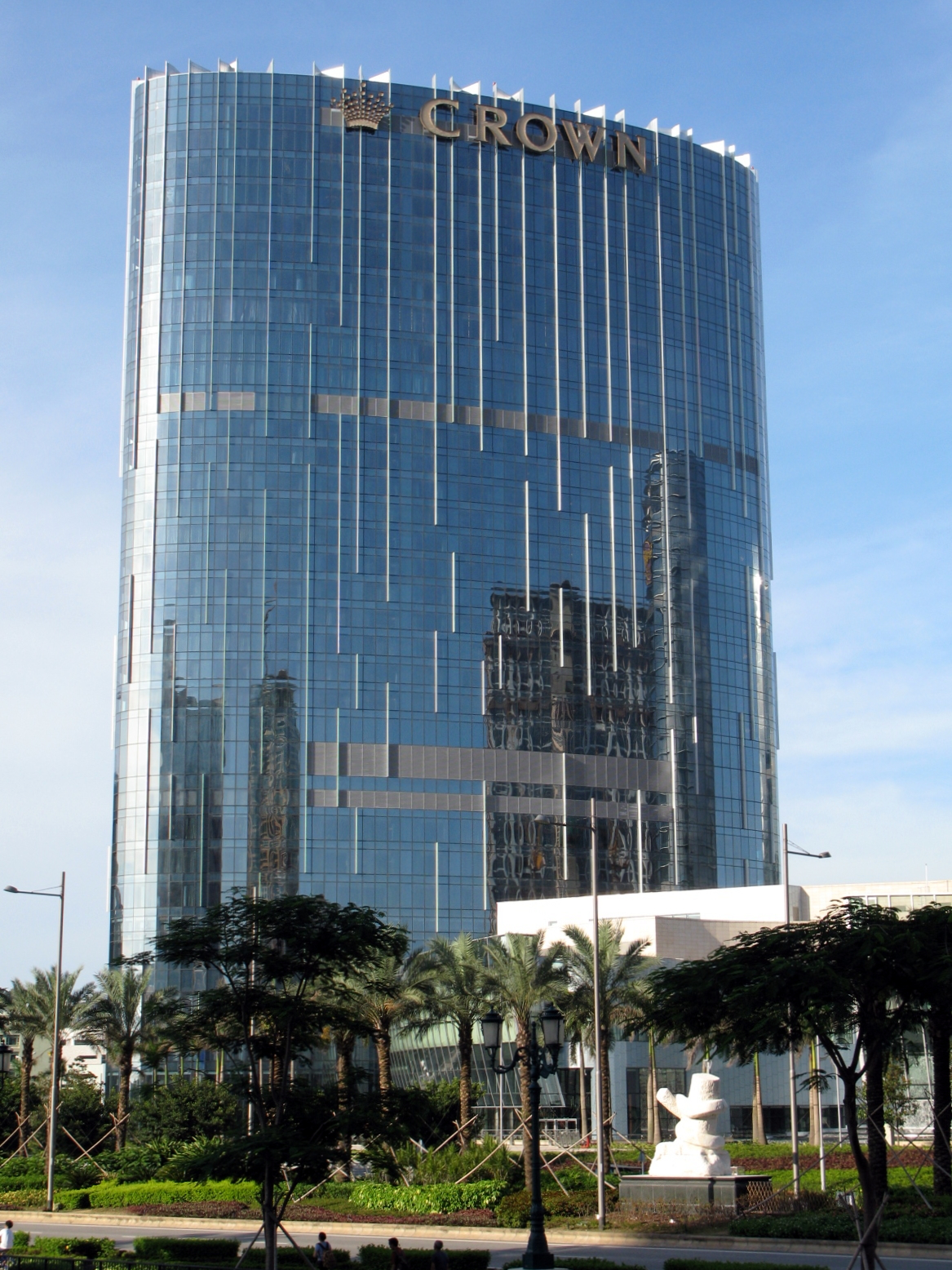
Crown Towers (renommé Nüwa en mai 2018)
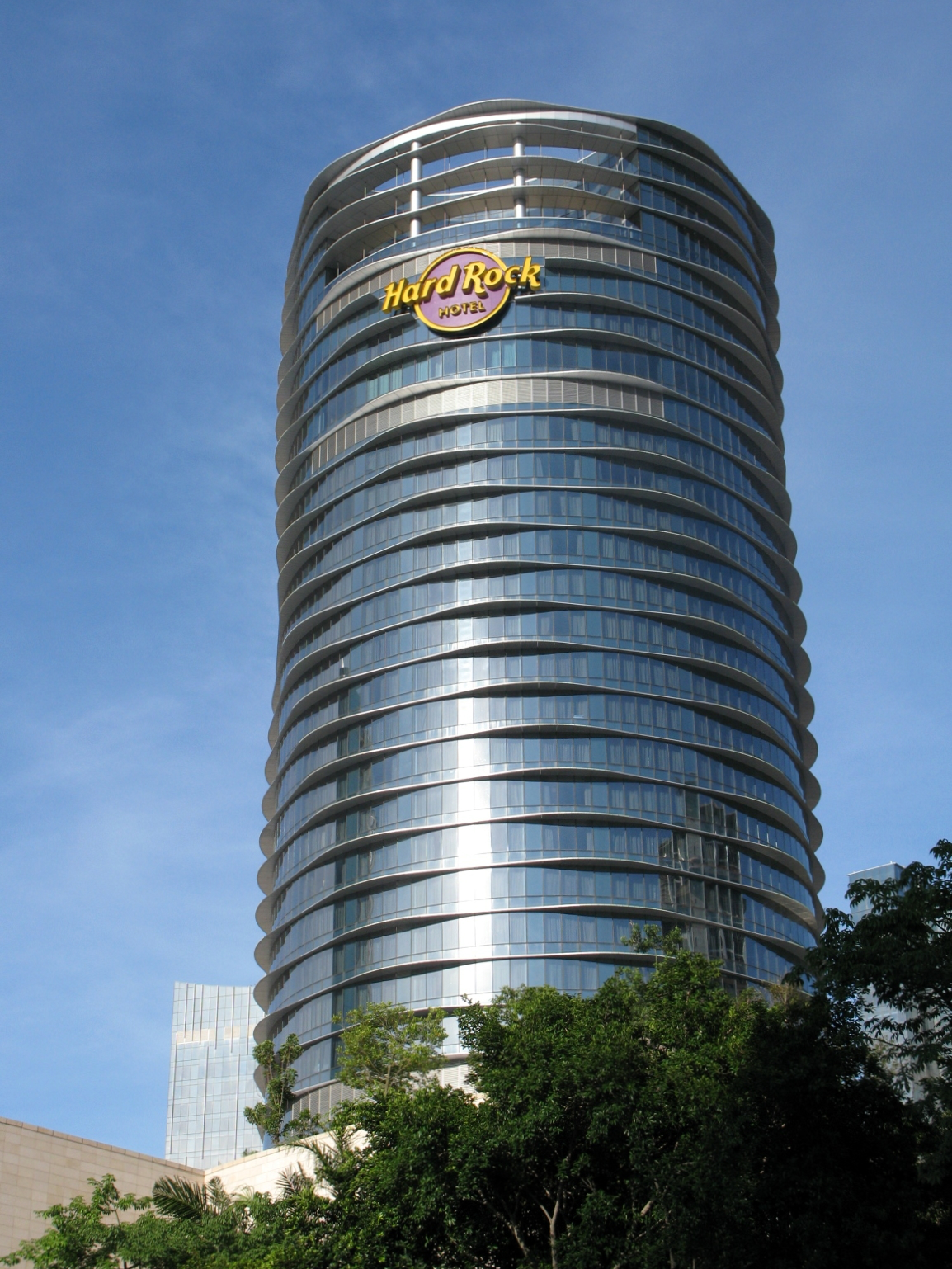
Hard Rock Hotel Macau (renommé Countdown en juillet 2017)
Hôtel Morpheus (en)
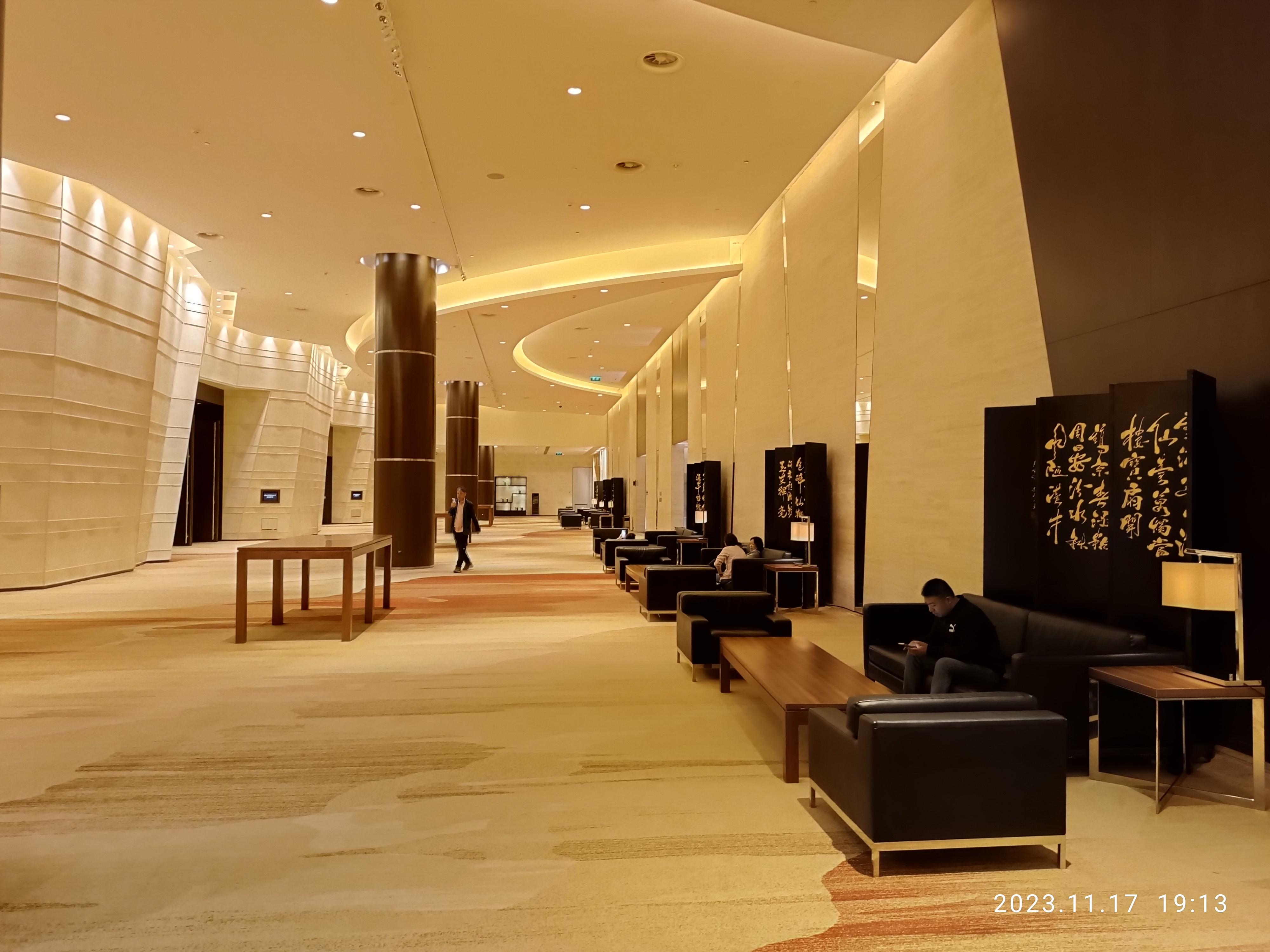
Grand Hyatt Macau
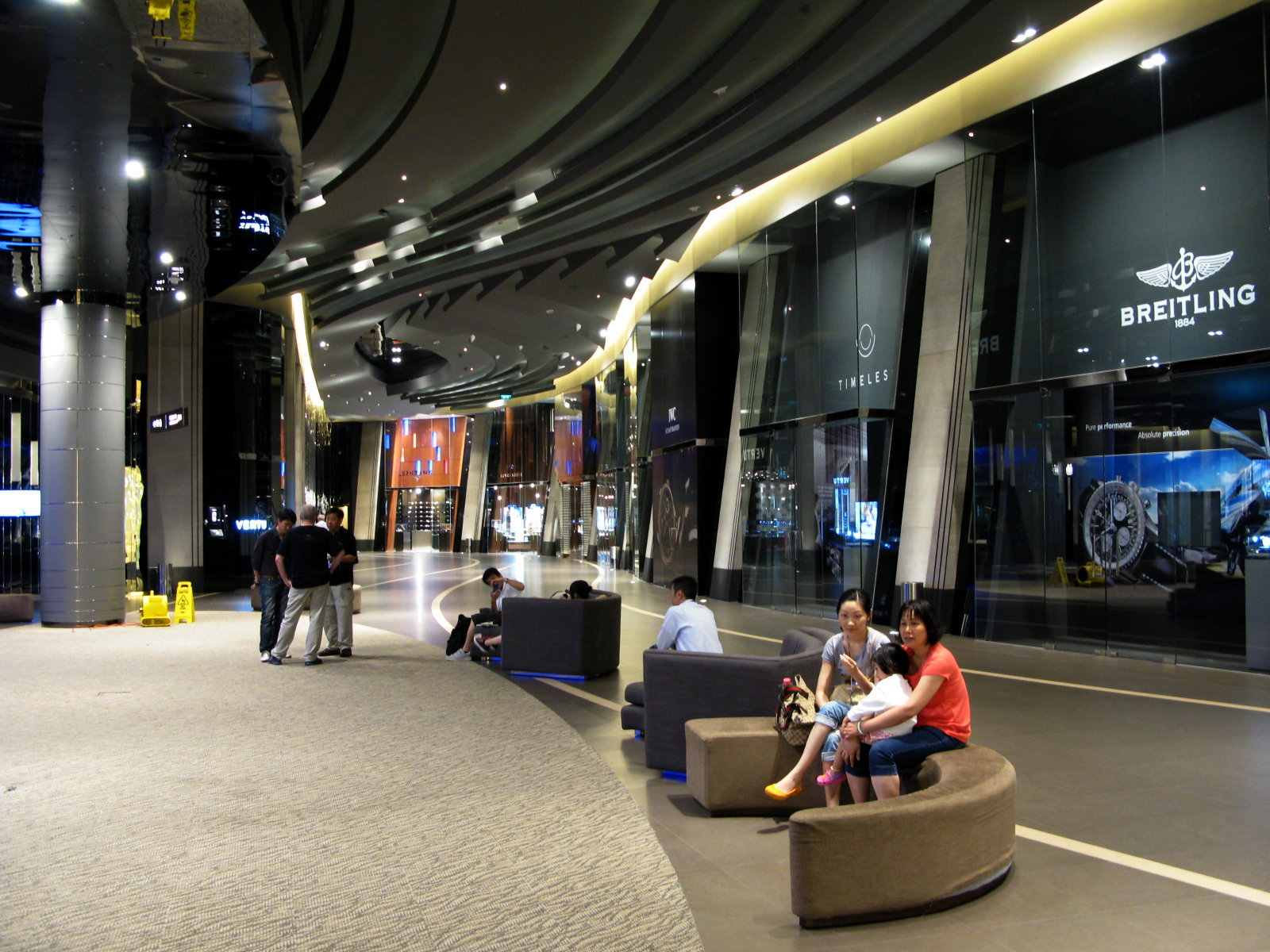
Galerie commerciale The Boulevard
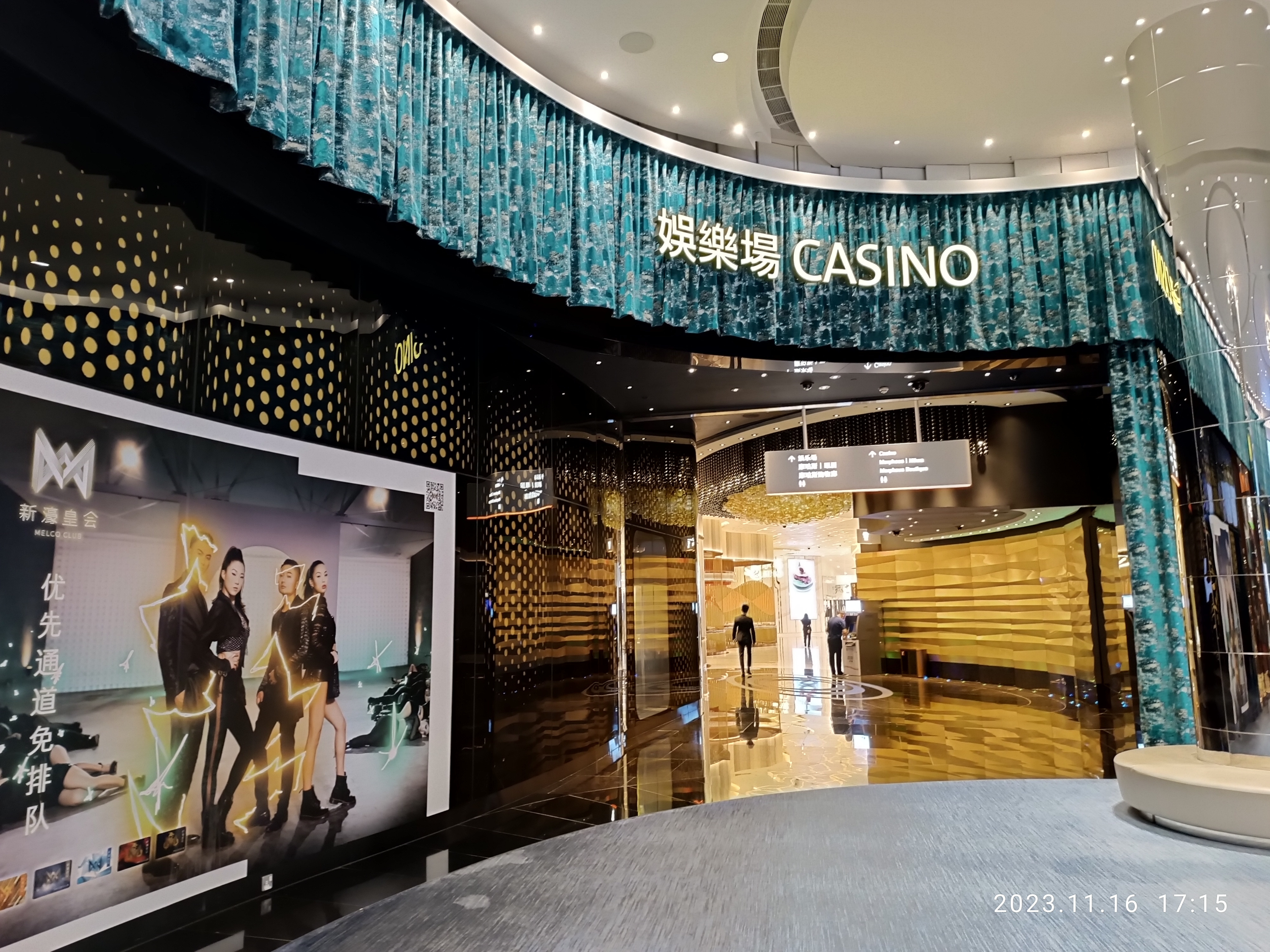
Entrée du casino